# تيار الحكمة الوطني
تيار الحكمة الوطني هو أحد الأحزاب السياسية العراقية تأسس في بغداد بتاريخ 24 يوليو 2017 حيث أعلن تأسيسه عمار الحكيم.

## قطاعات التيار
- تنظيمات النخبة:
- تنيظمات الصفوة
- التنظيم النسوي
- التنظيم الإعلامي
- العلاقات العامة

## الإعلام
يملك تيار الحكمة الوطني قناة فضائية وهي قناة الفرات.